# Alianční týden modliteb
Alianční týden modliteb (podle něm. Allianzgebetswoche) je celosvětově rozšířená akce evangelických a evangelikálních církví, zaměřená na společné modlitby napříč různými církvemi.
Tato ekumenická iniciativa vznikla jako návrh již při vzniku Evangelické aliance v Anglii v r. 1846 (v r. 1912 transformována na Světovou evangelikální alianci, ang. World Evangelical Alliance, něm. Weltweite Evangelische Allianz – WEA) a poprvé byla realizována v roce 1861. Alianční týden modliteb se koná zpravidla ve druhém (plném) týdnu ledna. Místní skupiny evangelikální aliance (někdy jen obecně skupiny protestantských církví) organizují sérií vzájemných setkání, zaměřených na myšlenku sjednocení v modlitbě. Ve městech se nezřídka konají setkání každý den, vždy v jiné církvi, přičemž kazatelem je v tom případě zpravidla host z jiné než hostitelské církve.
Alianční týden modliteb v současnosti zaštiťuje zejména Evropská evangelikální aliance (EEA). Tematické materiály jako podklady pro organizaci a zaměření celého týdne připravují vždy konkrétní národní aliance. Např. v r. 2009 je připravovalo Rakousko, v r. 2010 Česká republika společně s Holandskem, v r. 2011 Řecko a Kypr. Tyto materiály pak slouží jako východisko pro případné národní mutace, zohledňující místní specifika. V Česku tyto materiály připravuje a distribuuje Česká evangelikální aliance.